# Catedral de Elgin
A Catedral de Elgin é uma ruína histórica situada em Elgin, nordeste da Escócia. A catedral dedicada à Santíssima Trindade foi estabelecida em 1224 em terrenos concedidos pelo rei Alexandre II, fora do burgh de Elgin e perto do rio Lossie. Esta catedral substituiu a de Spynie, a três quilómetros a norte, que foi servida por um pequeno capítulo de oito clérigos. A nova e maior catedral era composta por 18 cónegos em 1226, e depois aumentou para 23 em 1242. Após um incêndio que danificou a catedral em 1270, o programa de reconstrução ampliou o edifício. Não foi afectada pelas Guerras de Independência escocesas, mas sofreria novamente um grande dano com um incêndio em 1390, após um ataque do irmão de Robert III, Alexander Stewart, conde de Buchan, também conhecido como o Lobo de Badenoch. Em 1402, o recinto da catedral sofreu, de novo, um incêndio posto pelos seguidores do Lordes das Ilhas. O número de clérigos necessários para manter a catedral continuou a crescer, assim como o número de artesãos necessários para manter os edifícios e os arredores. O número de cónegos aumentou para 25 na época da Reforma Escocesa em 1560, quando a catedral foi abandonada e os seus serviços foram transferidos para a igreja paroquial de Elgin, St Giles. Após a remoção do chumbo que impermeabilizava o tecto, em 1567, a catedral foi sendo abandonada, entrando em decadência. Sua deterioração atingiu o auge no século XIX, altura em que o prédio estava numa condição significativamente ruinosa.
A catedral passou por períodos de ampliação e renovação a seguir os incêndios de 1270 e 1390 que incluíram o duplicação do comprimento do coro, e a construção de corredores externos para as paredes a norte e a sul da nave e do coro. Hoje, essas paredes atingiram o seu máximo de altura em alguns lugares e ao nível das fundações em outros, mas a sua forma cruciforme ainda é discernível. A sala do capítulo octogonal, no geral quase intacta, data da grande ampliação depois do incêndio de 1270. A parede do frontão acima da entrada da porta dupla que liga as torres ocidentais está quase completa e foi reconstruída após o incêndio de 1390. Acomoda uma grande abertura para o exterior que agora apenas contém traços e fragmentos de uma grande janela em rosa. Os túmulos embutidos transeptos e no corredor sul do coro contêm efígies de bispos e cavaleiros, e grandes lajes planas no agora piso coberto de relva da catedral marcam as posições das sepulturas iniciais. As casas dos dignitários e dos cónegos foram destruídas pelo fogo em três ocasiões: em 1270, 1390 e 1402. As duas torres da frente ocidental estão praticamente intactas e faziam parte da primeira fase de construção. Somente a casa do chantre está; duas outros foram incorporadas em edifícios privados. Uma parede protectora de proporções maciças cerca o recinto da catedral, mas apenas uma pequena secção sobreviveu. A parede tinha quatro portões de acesso, um dos quais - o Pans Port - ainda existe.